# Red Grange
Pour les articles homonymes, voir Grange (homonymie).
Pro Football Hall of Fame 1963
(en) Statistiques sur pro-football-reference
Red Grange, né à Forksville (Pennsylvanie) le 13 juin 1903 et mort à Lake Wales (Floride) le 28 janvier 1991 d'une pneumonie, est un joueur de football américain évoluant au poste de halfback.
Red Grange fut l'une des premières grandes vedettes du football américain. Son agent était C. C. Pyle. Ses matchs étaient suivis par les foules considérables. Il manqua la totalité de la saison 1928 en raison d'une blessure.

## Statistiques NFL
- 96 matchs joués en 8 saisons
- 170 courses
- 569 yards gagnés en course
- 21 touchdowns sur course
- 16 réceptions de passes
- 288 yards gagnés sur passe
- 10 touchdowns sur passe

## Filmographie
Red Grange a été acteur dans quelques films dans les années 1920, dans lesquels il joue son propre rôle.
- 1926 : One Minute to Play de Sam Wood : Red Wade
- 1927 : A Racing Romeo (en) : Red Walden
- 1931 : The Galloping Ghost : Red Grange

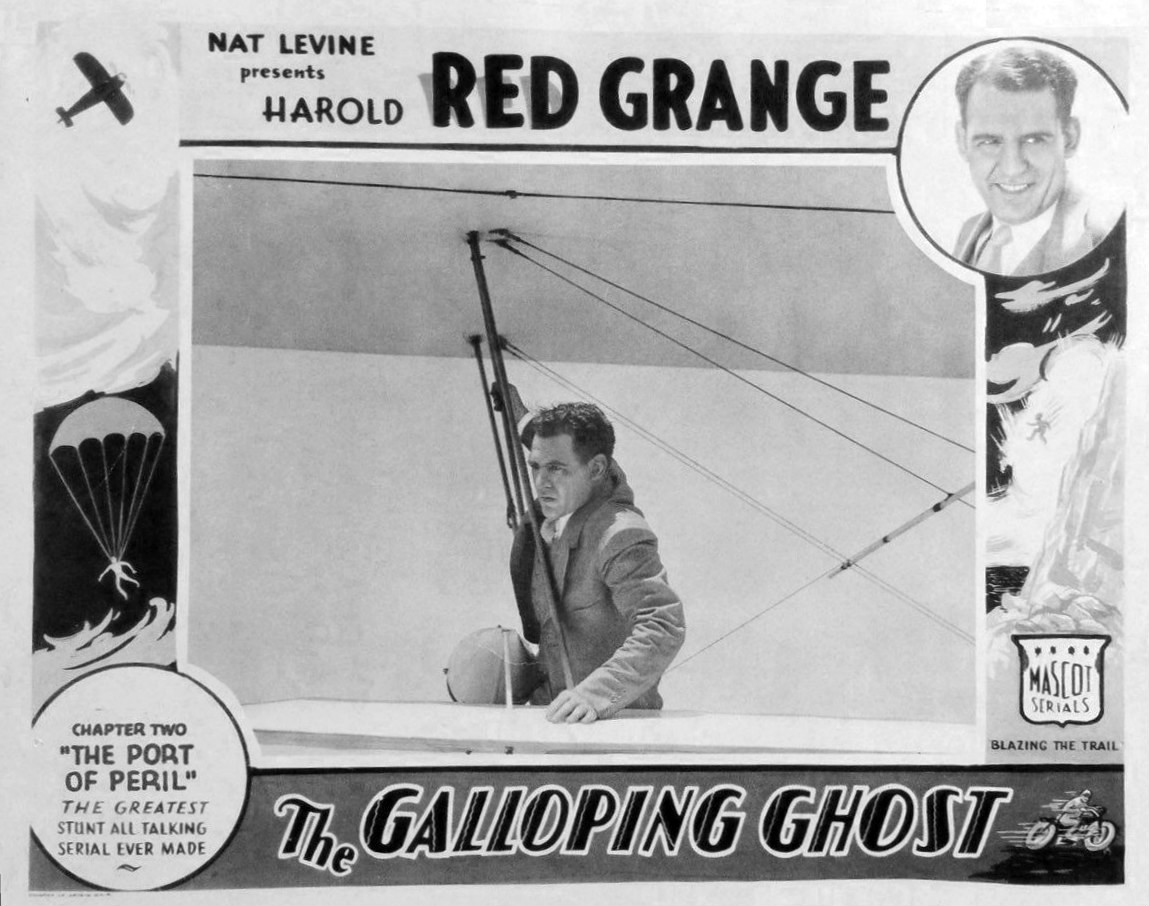
Carte promotionnelle du serial The Galloping Ghost.